# Pax Sinica
Pax Sinica (с лат. — «китайский мир»), Китайский век — неологизм, обозначающий период роста китайского политического и экономического влияния начиная с конца XX века (деятельность Дэн Сяопина, доктрина мирного подъёма Китая) и особенно становление Китая как сверхдержавы в XXI веке.
В историческом контексте по аналогии с Pax Romana и Pax Mongolica термин применяется к тем периодам развития китайской цивилизации (как, например, при династиях Хань и Тан), когда китайское правительство распространяло своё политическое влияние на весь китайский мир, поддерживая его в состоянии относительной стабильности и мира.